# Spirala Raurimu
Spirala Raurimu je enotirna železniška spirala, ki se začne s podkvasto krivuljo in premaga 139 metrov višinske razlike na osrednjem Severnem otoku Nove Zelandije, na glavni progi Severnega otoka (NIMT) med Wellingtonom in Aucklandom. To je pomemben podvig gradbeništva, ki so ga imenovali 'inženirska mojstrovina'. Inštitut poklicnih inženirjev Nove Zelandije je spiralo označil za pomembno območje inženirske dediščine.

## Ozadje
Med gradnjo osrednjega dela NIMT se je pojavila velika ovira: kako prečkati strma pobočja med vulkansko planoto Severnega otoka na vzhodu ter dolinami in soteskami reke Whanganui na zahodu?
Južno od Taumarunuija je teren strm, vendar ni neobvladljiv, z izjemo odseka med Raurimujem in narodnim parkom, kjer se zemljišče dviga prestrmo za neposredno železniško pot. Neposredna črta med tema dvema točkama bi se dvignila 200 metrov v razdalji približno 5 kilometrov, kar je gradient 1 proti 24. Območje je bilo v 1880-ih temeljito raziskano, da bi našli pot z nižjim naklonom, vendar se je zdelo, da je edina izvedljiva možnost zahtevala 20-kilometrski obvoz in devet ogromnih viaduktov. Tudi takrat bi bil naklon strmejši od 1 proti 50.

## Gradnja
Problem je leta 1898 rešil geodet, zaposlen pri Robertu Holmesu, inženirju oddelka za javna dela. Predlagal je linijo, ki se je zavila sama vase in nato spirala okoli s pomočjo predorov in mostov ter se dvigala z naklonom 1 proti 52. Čeprav je bila shema draga in delovno intenzivna, je bila še vedno cenejša od prejšnjega načrta Browna in Turnerja. ki je zahteval 9 viaduktov navzdol po reki Piopiotea. Najbolj izjemna lastnost je, da ni prostora za ogled celotne linije. Po vsem sodeč si je Holmes postavitev vizualiziral v svoji domišljiji.
Proga tvori vzpenjajočo se spiralo proti jugu z dvema relativno kratkima predoroma, krogom in tremi ovinki. S severa vlaki mimo Raurimuja, preden zavijejo 200° ovinek v levo v obliki podkve in se povzpnejo nad progo, po kateri so pravkar potovali. Sledita dva ostra ovinka v desno, nato pa proga poteka skozi dva kratka predora, Spodnji spiralni rov (384 m) in Zgornji spiralni rov (96 m). Vlaki nato opravijo polni krog in prečkajo spodnji spiralni predor, skozi katerega so pravkar šli, ki je 23 metrov nižje, preden nadaljujejo proti Wellingtonu. Dva kilometra naprej na črti sta še dva ostra ovinka, v desno in nato v levo.
Po drugem od teh ovinkov se je vlak dvignil 132 metrov in prevozil 6,8 kilometra od Raurimuja – razdalja v ravni črti je 2 kilometra. Nekateri ostri zavoji imajo polmer le 150 m.
Čeprav so spirale razmeroma pogoste v Alpah, zlasti v Švici, na splošno vključujejo obsežne predore znotraj gorskih pobočij. Mojstrska značilnost Holmesove postavitve je način, na katerega uporablja naravne obrise zemljišča, tako da niso potrebni nobeni viadukti in le dva kratka tunela.

## Folklora
Legenda pravi, da je strojnik lokomotive nekoč sprožil zasilne zavore svojega vlaka, potem ko je zamenjal luč svojega stražarskega kombija na bližnjem delu spirale za zadnji del drugega vlaka neposredno pred njim.